# (464439) 2016 BQ35
(464439) 2016 BQ35 es un asteroide perteneciente al cinturón de asteroides, descubierto el 13 de septiembre de 1998 por el equipo Spacewatch desde el Observatorio Nacional de Kitt Peak (Arizona, Estados Unidos).